# Thomas Erle

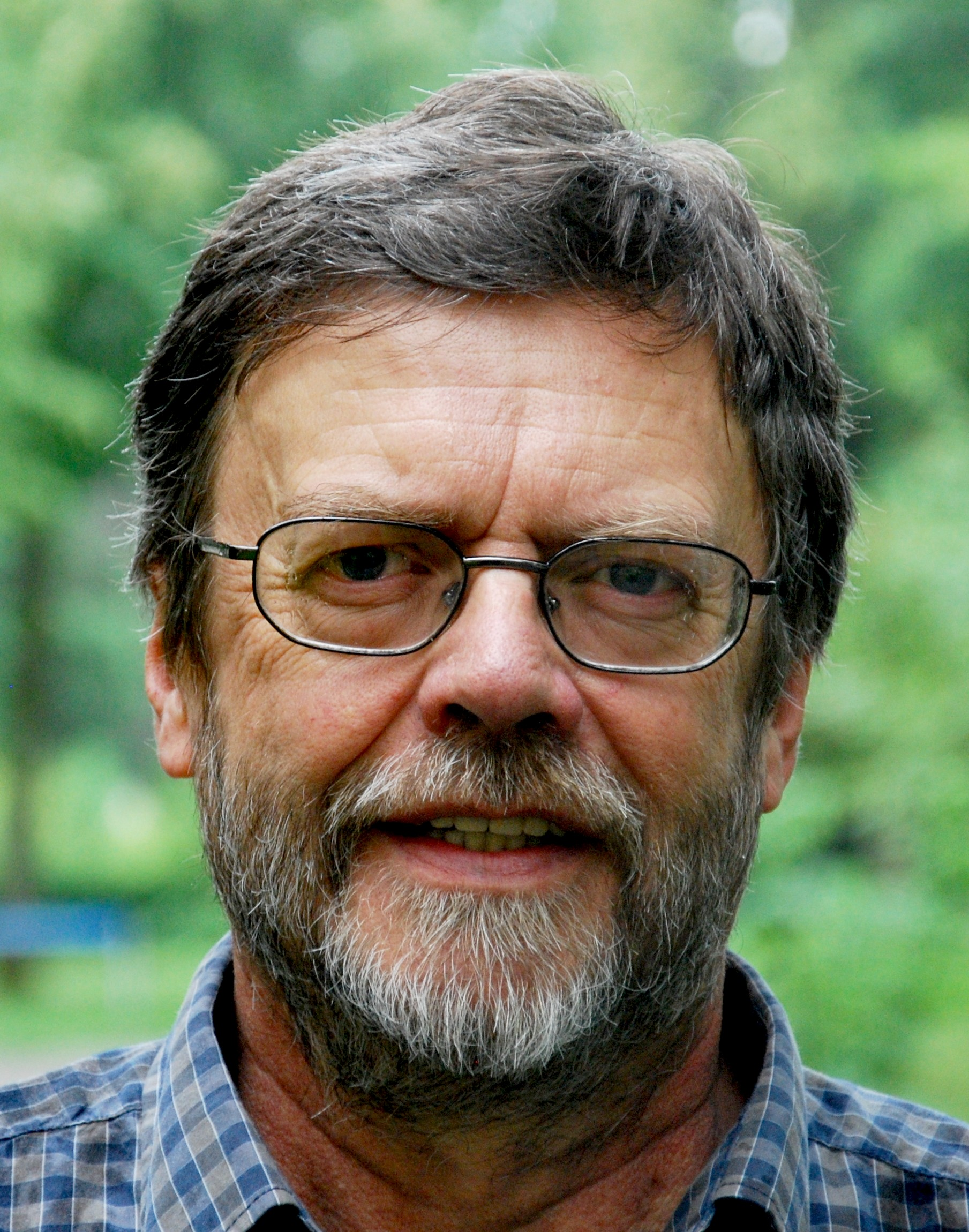
Thomas Erle

Thomas Erle (* 16. September 1952 in Schwetzingen) ist ein deutscher Schriftsteller.

## Leben
Thomas Erle wuchs in Nordbaden auf. Er studierte Mathematik und Sport an der Ruprecht-Karls-Universität in Heidelberg. In dieser Zeit zog es ihn wiederholt auf eigene Faust in die Welt u. a. nach Süd- und Ostasien, Nord- und Lateinamerika, stets geleitet von seinem starken Interesse für Ethnologie, Geschichte, Kunst und Musik fremder Völker und Kulturen.
Nach einer Zusatzausbildung in Stuttgart begann Thomas Erle seine pädagogische Tätigkeit, zuletzt als Lehrer an der ersten deutschen integrativen Waldorfschule in Emmendingen bei Freiburg.
Seit 2000 liegen verschiedenste Veröffentlichungen vor. Neben pädagogischen Aufsätzen und einem Reiseführer entstanden zunächst zahlreiche Kurzgeschichten.
2013 erschien der erste von mehreren Kriminalromanen um den Privatermittler Lothar Kaltenbach. 2018–19 veröffentlichte Thomas Erle 'Das Lied der Wächter', eine Fantasy-Trilogie aus dem Schwarzwald. Mit dem Roman 'Die Kapelle' (2024) knüpfte er an die Tradition des Magischen Realismus an.

## Publikationen

### Romane
- Der geheime Wert der Zeit, Messkirch 2024, ISBN 978-3-8392-0690-4 (August 2024)
- Die Kapelle. Gmeiner-Verlag, Messkirch 2024, ISBN 978-3-8392-0580-8
- Das Lied der Wächter – Band 1: Das Erwachen. Gmeiner-Verlag, Messkirch 2018, ISBN 978-3-8392-2337-6
- Das Lied der Wächter – Band 2: Der Gesang. Gmeiner-Verlag, Messkirch 2019 ISBN 978-3-8392-2354-3
- Das Lied der Wächter – Band 3: Das Gesetz. Gmeiner-Verlag, Messkirch 2019, ISBN 978-3-8392-2360-4

### Kriminalromane
- Hochburg – Kaltenbachs vierter Fall. Gmeiner-Verlag, Messkirch 2017. ISBN 978-3-8392-2110-5.
- Höllsteig – Kaltenbachs dritter Fall. Gmeiner-Verlag, Messkirch 2015, ISBN 978-3-8392-1748-1.
- Blutkapelle – Kaltenbachs zweiter Fall. Gmeiner-Verlag, Messkirch 2014, ISBN 978-3-8392-1592-0.
- Teufelskanzel – Kaltenbachs erster Fall. Gmeiner-Verlag, Messkirch 2013, ISBN 978-3-8392-1394-0.

### Anthologie
- Mörderisches Freiburg (zuvor: Wer mordet schon in Freiburg?) Gmeiner-Verlag, Messkirch 2016, ISBN 978-3-8392-2357-4

### Kurzkrimis (Auswahl)
- Der letzte Tatort. In: Bettina Hellwig (Hrsg.): Die Mörderin vom Bodensee. Wellhöfer-Verlag, Mannheim 2016, ISBN 978-3-95428-185-5.
- Tod auf der Buchmesse. In: Thomas Erle: Blutkapelle – Kaltenbachs zweiter Fall. Gmeiner-Verlag, Messkirch 2014, ISBN 978-3-8392-1592-0.
- Der Briefträger. In: Anne Grießer (Hrsg.): Breisgauner – Neue Morde aus Südwest. Wellhöfer-Verlag, Mannheim 2013, ISBN 978-3-95428-139-8.
- Das erste Mal. In: ...ohne Krimi geht die Mimi nicht ins Bett. Weltbild-Verlag, Augsburg 2013.  (Jokers-Downloads)
- Rituale. In: Sina Beerwald (Hrsg.): Strandkorbgeschichten Sylt. Windspiel Verlag, Scharbeutz 2013, ISBN 978-3-944399-00-3.
- Der Schrei der Stille. In: Anne Grießer (Hrsg.): Burgunder-Leichen. Wellhöfer-Verlag, Mannheim 2011, ISBN 978-3-939540-76-2.
- Jelena tanzt. In: Sibylle Zimmermann (Hrsg.): Riesling-Leichen. Wellhöfer-Verlag, Mannheim 2011, ISBN 978-3-939540-79-3.
- Der Zauberlehrling. In: Cordelia Borchardt, Andreas Hoh (Hrsg.): Der Tod wartet im Netz: Die besten Einsendungen zum Agatha-Christie-Krimipreis 2011. Fischer E-Books, Fischer-Verlag, Frankfurt 2011.
- Der Mann auf der Brücke. In: Anne Grießer (Hrsg.): Die lange Tote vom Münsterplatz. Mordgeschichten aus Freiburg und der Regio. Wellhöfer-Verlag, Mannheim 2010, ISBN 978-3-939540-60-1.

### Kurzgeschichten
- Anhalter. In: Herbert Knorr (Hrsg.): A 45: Längs der Autobahn und anderswo. Literarische Fahrten. Grupello-Verlag, Düsseldorf 2000, ISBN 3-933749-37-9.

### Reiseführer
- Das Beste aus Baden (mit Edi Graf, Horst-Dieter Radke, Erich Schütz). Gmeiner Verlag, Messkirch 2018, ISBN 978-3-8392-2291-1.
- Freiburg und die Regio für Kenner: Bächle, Bertold, Buntsandstein. Gmeiner-Verlag, Messkirch 2015, ISBN 978-3-8392-1704-7.

### Pädagogische Aufsätze
- mit Silke Engesser: Die pädagogische Teamarbeit an integrativen und inklusiven Waldorfschulen. In: Heiner Barz (Hrsg.): Unterrichten an Waldorfschulen. Springer VS-Verlag, Wiesbaden 2013, ISBN 978-3-658-00550-4.
- mit Silke Engesser: „Es ist normal, verschieden zu sein“. In: Thomas Maschke (Hrsg.): ...auf dem Weg zu einer Schule für alle. Verlag Freies Geistesleben, Stuttgart 2010, ISBN 978-3-7725-2514-8.

## Auszeichnungen
- 2010: Sieger beim 1. Freiburger Krimipreis (2. Platz)
- 2011: Nominierung zum Agatha-Christie-Krimipreis
- 2013: Nominierung zum 1. Sylter Kurzgeschichtenpreis

## Belege
- Reihe BZ-Porträt
- Sieben Fragen im 'Kriminetz'
- Podiumsgespräch: „Making of… – Autor Thomas Erle erzählt, wie ein Krimi entsteht“ (Reihe BZ-Dialog der Badischen Zeitung)
- Rezension zu 'Teufelskanzel - Kaltenbachs erster Fall'.